# Willow Bunch (Saskatchewan)
Pour l’article homonyme, voir Domrémy.
Willow Bunch, (anciennement Talle-de-Saules ou Talles-de-Saules) est un village situé dans la province de Saskatchewan. Le village fut fondé par les colons Métis et Canadiens-français formant une importante communauté fransaskoise.
Willow Bunch est la traduction anglaise de Talle-de-Saules, et regroupe le hameau de Hart-Rouge avec celui de Talle-de-Saules.
Le village de Talle-de-Saules vit la naissance du géant Édouard Beaupré qui mesurait 2,50 mètres.
Le village de Hart-Rouge a donné naissance au groupe de musique folk Hart-Rouge, composé de quatre membres de la famille Campagne, Annette, Michelle, Paul et Suzanne, forment un quatuor et s'installent au Québec. Ce chœur musical est connu à travers le Canada. Le groupe chante en anglais ou en français.

## Histoire
En 1870, Antoine Ouellette, un commerçant métis, envoie Jean-Louis Légaré pour collecter des fourrures à l'est de la montagne des Bois. Il prend la tête d'un convoi de 75 familles métis originaires de la rivière Rouge au Manitoba avec 300 charriots. Ils s'établissent à Coulée-Chapelle près de Saint-Victor. En 1879, un important feu de prairie ravage la région obligeant les habitants à se réfugier vers l'est. Légaré s'établit à la Talle de Saule où il attire de nombreux canadiens français originaires comme lui de Lanaudière au Québec,,.

## Géographie

Plan de la Municipalité Rurale de Willow Bunch n°42 comprenant l'enclave de la Ville de Willow Bunch.

Willow Bunch se situe au centre-sud de la province de la Saskatchewan. La municipalité urbaine est enclavée dans la municipalité rurale de Willow Bunch n°42.
À vol d'oiseau, le village est distant de 110 km au sud de Moose Jaw. C'est un carrefour routier mineur à l'intersection des routes provinciales 36 et 705 à 43 km, par la route, au sud-est d'Assiniboia.
Le village s'établit entre 740 m et 750 m d'altitude au pied d'un coteau bordant un plateau de la montagne des Bois. Ce plateau au sud dépasse 880 m d'altitude à 5 km du village. Le ruisseau qui alimente le village dépend d'un petit bassin endoréique,.

## Démographie
La municipalité urbaine compte 299 habitants en 2021. Elle a perdu trois cinquièmes de sa population depuis les années 1980. La municipalité rurale compte quand a elle 285 habitants.
| 1971 | 1976 | 1981 | 1986 |
| ---- | ---- | ---- | ---- |
| 476  | 417  | 494  | 492  |

| 1991 | 1996 | 2001 | 2006 |
| ---- | ---- | ---- | ---- |
| 476  | 431  | 395  | 297  |

| 2011 | 2016 | 2021 | - |
| ---- | ---- | ---- | - |
| 286  | 272  | 299  | - |

## Administration
La municipalité a le statut de ville. Elle est dirigée par un maire et six conseillers.
| 2006-2012          | 2012-2016 | 2016-2024   | 2024-2028     |
| ------------------ | --------- | ----------- | ------------- |
| Renaud Bissonnette |           | Wayne Joyal | Marissa Baril |
| [ 15 ]             |           | ,           | [ 14 ]        |

## Personnalités
- Édouard Beaupré (1881-1904) dit le géant Beaupré : géant, forain, né à Willow Bunch[18] ;
- Carmen Campagne (1959-2018) : chanteuse, née à Willow Bunch[19] ;
- Arsène Godin ( 1880-1938) : médecin, fondateur de l'hôpital Pasteur de Willow Bunch, président de l'Association Catholique Franco-Canadienne (A.C.F.C.) de 1915 à 1921 et conférencier[3] ;
- Hart Rouge (1986-2008) : groupe musical folk canadien, formé à Willow Bunch issu du groupe Folle Avoine (1979-1985)[20],[21],[22].